# Coppa Intercontinentale 2014 (calcio a 5)
La Coppa Intercontinentale 2014 (in lingua inglese 2014 World Intercontinental Futsal Cup) è stata la 9ª edizione della competizione di calcio a 5 per squadre maschili di club riconosciuta dalla FIFA. La competizione si è svolta dal 2 al 3 ottobre 2014 presso il Baluan Sholak Sport Palace di Almaty, in Kazakistan.

## Formula
La competizione prevede solamente incontri a eliminazione diretta. Gli accoppiamenti delle semifinali sono stati determinati tramite sorteggio. Le due squadre vincitrici accedono alla finale mentre le due perdenti si affrontano per determinare il terzo posto.

## Partecipanti
| Squadra      | Confederazione | Qualificata in quanto                             | Partecipazioni | Vittorie | Ultima partecipazione |
| ------------ | -------------- | ------------------------------------------------- | -------------- | -------- | --------------------- |
| Chonburi     | AFC            | Vincitrice dell'AFC Futsal Club Championship 2013 | 1              | 0        | 2011                  |
| Dinamo Mosca | UEFA           | Vincitore della Coppa Intercontinentale 2013      | 1              | 1        | 2013                  |
| Intelli      | CONMEBOL       | Vincitrice del Torneo Sudamericano de Clubes 2013 | 1              | 0        | 2013                  |
| Qairat       | UEFA           | Vincitore della Coppa UEFA 2012-2013              | 0              | 0        | Esordiente            |

## Tabellone
|  | Semifinali   | Semifinali   | Semifinali |        |              | Finale          | Finale          | Finale          |  |
|  |              |              |            |        |              |                 |                 |                 |  |
|  | Intelli      | Intelli      | 2          |        |              |                 |                 |                 |  |
|  | Intelli      | Intelli      | 2          |        |              |                 |                 |                 |  |
|  | Dinamo Mosca | Dinamo Mosca | 4          |        |              |                 |                 |                 |  |
|  | Dinamo Mosca | Dinamo Mosca | 4          |        | Dinamo Mosca | Dinamo Mosca    | 2               |                 |  |
|  |              |              |            |        | Dinamo Mosca | Dinamo Mosca    | 2               |                 |  |
|  |              |              | Qairat     | Qairat | 3            |                 |                 |                 |  |
|  | Qairat       | Qairat       | Qairat     | Qairat | 3            | 6               |                 |                 |  |
|  | Qairat       | Qairat       |            |        |              | 6               |                 |                 |  |
|  | Chonburi     | Chonburi     | 2          |        |              | Finale 3º posto | Finale 3º posto | Finale 3º posto |  |
|  | Chonburi     | Chonburi     | 2          |        |              |                 |                 |                 |  |
|  |              |              |            |        |              |                 |                 |                 |  |
|  |              |              |            |        |              | Intelli         | Intelli         | 9               |  |
|  |              |              |            |        |              | Intelli         | Intelli         | 9               |  |
|  |              |              |            |        |              | Chonburi        | Chonburi        | 1               |  |

## Risultati

### Semifinali
| Almaty 2 ottobre 2014, ore 18:00 UTC+6                                    | Intelli   | 2 – 4 (1-2) referto                    | Dinamo Mosca | Baluan Sholak Sport Palace |
| Gadeia 11’ Vinícius 30’ Marcatori 8’ Rômulo 18’ , 40’ Nando 40’ Fernandão |           |                                        |              |                            |
|                                                                           |           |                                        |              |                            |
| Gadeia 11’ Vinícius 30’                                                   | Marcatori | 8’ Rômulo 18’, 40’ Nando 40’ Fernandão |              |                            |

| Almaty 2 ottobre 2014, ore 20:30 UTC+6                                                                                  | Qairat    | 6 – 2 (2-1) referto              | Chonburi | Baluan Sholak Sport Palace |
| Igor 5’ Joan 11’ Caio Júnior 21’ Léo Jaraguá 36’ Suleimenov 40’ Pintinho 40’ Marcatori 10’ Thueanklang 36’ Chaemcharoen |           |                                  |          |                            |
| |           |                                  |          |                            |
| Igor 5’ Joan 11’ Caio Júnior 21’ Léo Jaraguá 36’ Suleimenov 40’ Pintinho 40’                                            | Marcatori | 10’ Thueanklang 36’ Chaemcharoen |          |                            |

### Finale 3º posto
| Almaty 3 ottobre 2014, ore 18:00 UTC+6                                                                                               | Intelli   | 9 – 1 (5-0) referto    | Chonburi | Baluan Sholak Sport Palace |
| Caio Júnior 1’ Marinho 8’ Cabreúva 10’ , 18’ , 34’ Jackson 14’ Dieguinho 21’ Gadeia 22’ Diece 33’ Marcatori 37’ ( aut. ) Caio Júnior |           |                        |          |                            |
| |           |                        |          |                            |
| Caio Júnior 1’ Marinho 8’ Cabreúva 10’, 18’, 34’ Jackson 14’ Dieguinho 21’ Gadeia 22’ Diece 33’                                      | Marcatori | 37’ (aut.) Caio Júnior |          |                            |

### Finale
| Almaty 3 ottobre 2014, ore 20:30 UTC+6                             | Dinamo Mosca | 2 – 3 (1-1) referto             | Qairat | Baluan Sholak Sport Palace |
| Rômulo 20’ Fernandão 36’ Marcatori 11’ Jé 24’ Joan 37’ Léo Jaraguá |              |                                 |        |                            |
|                                                                    |              |                                 |        |                            |
| Rômulo 20’ Fernandão 36’                                           | Marcatori    | 11’ Jé 24’ Joan 37’ Léo Jaraguá |        |                            |